# Léon Thome
Léon Eugène Joseph Thome (Néris-les-Bains, 15 luglio 1857 – Parigi, 14 aprile 1925) è stato un cavaliere francese, vincitore dell'argento olimpico nell'attacco a quattro cavalli a Parigi 1900, dietro solo al belga Georges Nagelmackers.
Nel 1908 venne insignito dell'ordine al merito agricolo.

## Palmarès
- Giochi olimpici

Parigi 1900: argento nell'attacco a quattro cavalli.